# Monica De La Cruz
Mónica De La Cruz (nacida el 11 de noviembre de 1974) es una política, empresaria y agente de seguros estadounidense del estado de Texas. Ha representado al 15.º distrito congresional de Texas en la Cámara de Representantes de los Estados Unidos desde 2023. De La Cruz es el primer republicano en representar al distrito 15 del congreso de Texas desde su creación en 1903.
Desde enero de 2023, De La Cruz fue seleccionada para trabajar en el Comité de la Cámara de Servicios Financieros de los Estados Unidos.

## Biografía
De La Cruz se graduó de la escuela secundaria James Pace Early College en Brownsville, Texas, y de la Universidad de Texas en San Antonio, donde estudió marketing. Después asistió a la Universidad Nacional Autónoma de México en la Ciudad de México, donde estudió español. Hizo una pasantía para Turner Entertainment antes de trabajar para Cartoon Network Latinoamérica. Es agente de seguros, empresaria y residente en el Valle del Río Grande, donde creció.

### Cámara de Representantes de los Estados Unidos
En 2020, De La Cruz se postuló al 15.º distrito congresional de Texas y perdió ante el demócrata titular Vicente González por tres puntos porcentuales.
Respaldada por Donald Trump y el líder de la minoría de la Cámara Kevin McCarthy, De La Cruz se postuló nuevamente en el distrito 15 en las elecciones de la Cámara de Representantes de los Estados Unidos de 2022. De La Cruz derrotó a la candidata demócrata Michelle Vallejo en las elecciones generales.